# Chicago Majors
I Chicago Majors sono stati una franchigia di pallacanestro della American Basketball League (1961-1963) (ABL), con sede a Chicago.

## Stagioni
| Stagione | Lega | Denominazione  | V  | P  | %    | Piazzamento | Play-off         |
| -------- | ---- | -------------- | -- | -- | ---- | ----------- | ---------------- |
| 1961-62  | ABL  | Chicago Majors | 18 | 26 | 40,9 | 3º          | Quarti di finale |
| 1962-63  | ABL  | Chicago Majors | 8  | 20 | 28,6 | 6º          | -                |